# ولاية نواكشوط الجنوبية
ولاية نواكشوط الجنوبية هي ولاية موريتانية تتكون من 3 أقسام في العاصمة الموريتانية نواكشوط وهي: عرفات التي هي عاصمة الولاية، والميناء، والرياض. أنشئت الولاية في 25 نوفمبر 2014 حيث قسمت ولاية نواكشوط إلى 3 ولايات كانت نواكشوط الجنوبية واحدة منها. الوالي هو ربو بوننة ولد عابدين.